# Gökstenens naturreservat
Gökstenen är ett naturreservat inom Torshälla tätort i Eskilstuna kommun i Södermanlands län.

## Naturreservatet
Naturreservatet är kommunens minsta och omfattar 1,3 hektar. Det ligger öster om Gökstensskolan i de centrala delarna av Torshälla.
Området består av tre bergsklackar med block av morän mellan. Det största stenblocket kallas Gökstenen och är 7 meter högt och bredvid finns ett som här hälften så stort. Ett hundratal stenar finns runt dessa två block. Området är beväxt med blandskog.
Inom området finns en stensättningar och själva flyttblocket är även det listat av RAÄ.

## Syfte
Syftet är att "bevara och skydda ett område genom sin egenart och märkliga beskaffenhet."
Vid inrättandet 25 april 1955 konstaterades att "området på grund av sin skönhet, sin egenart och eljest märkliga beskaffenhet utgör ett område av betydelse för kännedomen om landets natur".

## Bilder

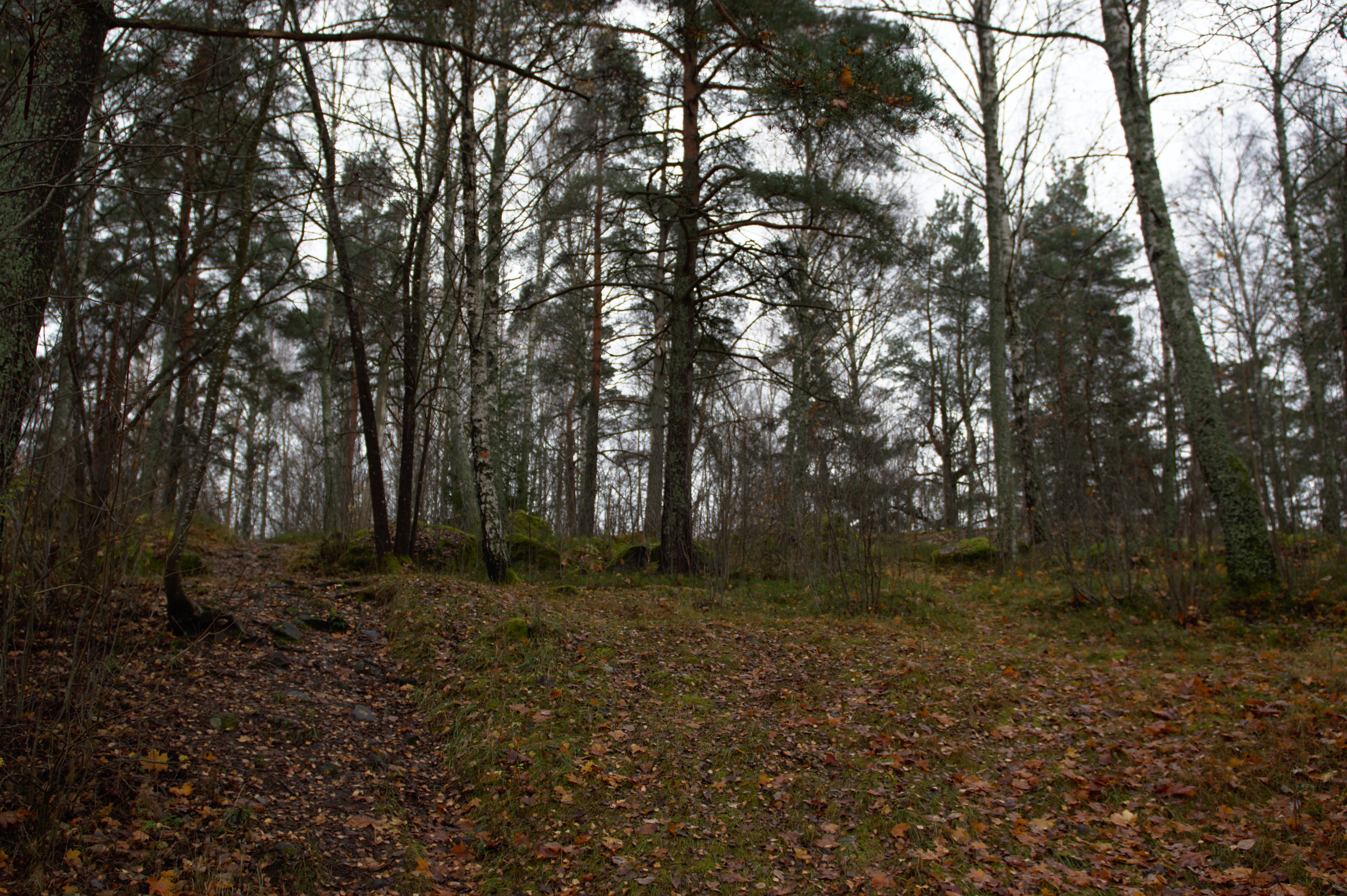
Väg uppåt från norra sidan.
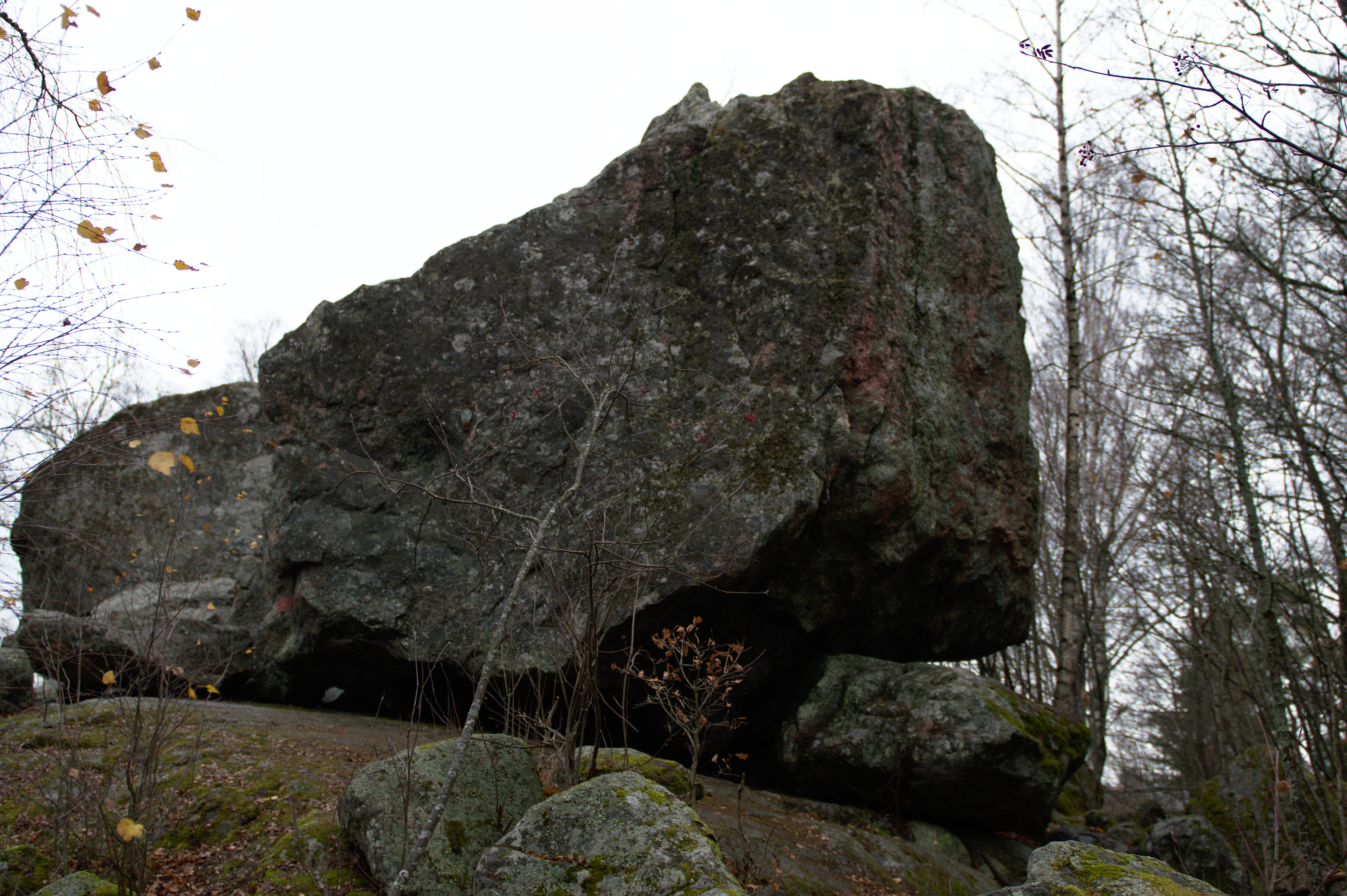
Det stora stenblocket.
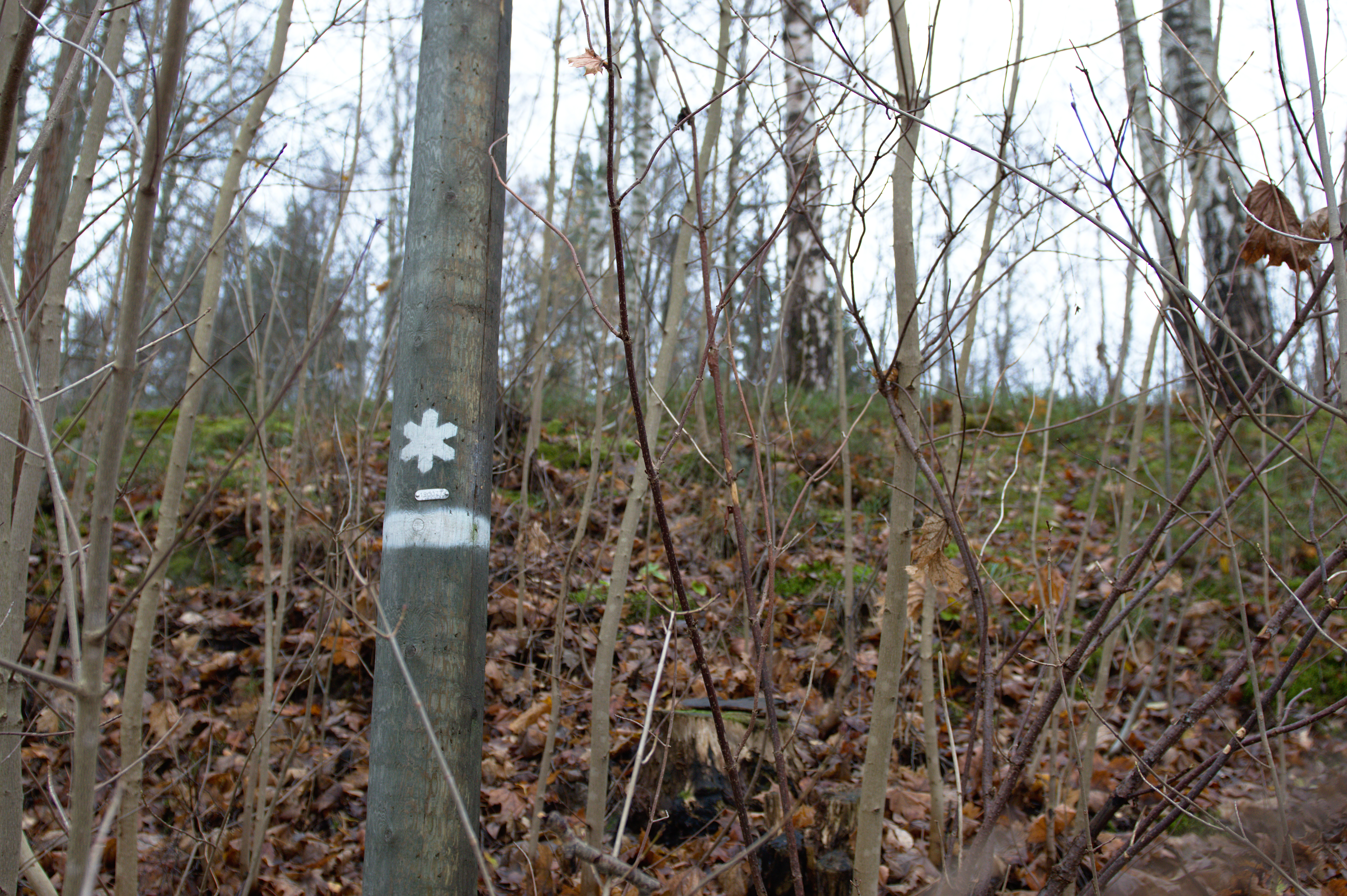
Gränsmarkering på västra sidan.